# پایگاه هوایی شیور
پایگاه هوایی شیور (به انگلیسی: Chièvres Air Base) (به زبان بومی: Base Aérienne Chièvres) یک فرودگاه نظامی است که یک باند فرود کامپوزیت دارد و طول باند آن ۱۶۴۲ متر است. این فرودگاه در کشور بلژیک قرار دارد و در ارتفاع ۵۹ متری از سطح دریا واقع شده‌است.